# Rhadinopsylla rhigalea
Rhadinopsylla rhigalea är en loppart som beskrevs av Smit 1977. Rhadinopsylla rhigalea ingår i släktet Rhadinopsylla och familjen mullvadsloppor. Inga underarter finns listade i Catalogue of Life.